# Frederick Remahl
Frederick Remahl, född Anderson 18 juni 1901 på Snesholmen, Fjällbacka i Bohuslän, död 12 januari 1968 i Clairborne, Maryland, var en svensk-amerikansk målare.
Han var son till Anders Frederickson och Anna Oktavia Olsen. Familjen utvandrade till Amerika 1914 och bosatte sig först nära Two Harbor i Lake County, Minnesota. Han utbildade sig först till skeppare för att kunna arbeta på kommersiella fartyg i de stora sjöarna. Samtidigt med sitt arbete studerade han konst för Anthony Angarola vid Minneapolis School of Art 1920-1922. Under studieåren vid skolan byter han även sitt namn till Remahl som kom från hans mors sida av släkten. Tillsammans med konstnären Sigfus Sigfusson reste han till Paris 1923 för att studera konst och efter återkomsten bosatte han sig i Chicago. Med undantag av några kortare perioder i Minneapolis var han bosatt i Chicago under 43 år. Efter sitt giftermål flyttade han till Minneapolis där han var verksam som konstnär och ledde privata konstkurser. Men livet för familjen blev inte lugnare på landsbygden i Minneapolis så de flyttade efter något år åter till Chicago. Där drabbades de av den stora depressionen som slog undan folks intresse av att köpa konst och Remahl tar alla jobb han kan få inklusive husmålningar. Hans genombrott som konstnär kom 1937 när han erbjöds att delta i ett WPA projektet med väggmålningar för Chicago Board of Trade, en serie målningar för Cook County Hospital samt väggmålningar för Chicagos offentliga skolor. Vid dessa arbeten tvingades han tänja sin egen primitiva konstnärsstil till att utföra mer representativa scenmålningar med figurativt innehåll. Efter andra världskriget öppnade han och hans fru ett konstgalleri i  Chicago där men förutom Remahls konst även visade upp yngre förmågor. Han överlät galleriet 1965 och flyttade till Claiborne, Maryland. Han debuterade i en utställning på Art Institute of Chicago 1923 och han medverkade 1947 i en utställning på Riverside Museum i New York, separat ställde han ut i bland annat Chicago och han medverkade i ett flertal svensk-amerikanska samlingsutställningar. Hans konst består av sagomotiv utförda i olja eller akvarell. Remahl är representerad vid staten Illinois samlingar. 